# The Album Leaf
The Album Leaf è il progetto musicale di Jimmy LaValle (San Diego, ...) musicista e compositore statunitense, fondatore e unico membro effettivo del progetto.

## Biografia
Jimmy LaValle nel 1997 faceva parte dei Tristeza, gruppo post-rock di San Diego (California) insieme a Christopher Sprague, Luis Hermosillo e James Lehner. Dopo solo un anno, decide di lasciare il gruppo e crearsi un alter ego chiamato The Album Leaf.
L'album d'esordio An Orchestrated Rise to Fall (1999) propone una miscela di chitarre, synth e piano Rhodes che crea effetti acustici suggestivi e malinconici. Il successivo Ep In an Off White Room Ep (2001) continua su questa falsariga.
Il secondo album ufficiale si chiama One Day I'll Be on Time (Tigerstyle) e vede la luce nel 2001. In parte viene abbandonato lo sperimentalismo, per avvicinarsi alla musica ambient, alternando chitarra e pianoforte. Pubblica poi uno split album con On!Air!Library! chiamato A Lifetime or More. Si tratta di un doppio EP di sei brani, di cui i primi tre firmati The Album Leaf.
Nel 2003 esce un nuovo EP, Seal Beach EP per l'etichetta spagnola Acuarela. In questo album collabora il violinista Matt Resovich.
La svolta definitiva avviene con il successivo album. Registrato in Islanda, In a Safe Place (giugno 2004, Sub Pop) vede la partecipazione di numerosi ed illustri artisti provenienti dall'isola nordica. Tra questi vi sono Jón Þór Birgisson e Kjartan Sveinsson dei Sigur Rós, Gyða Valtysdottir dei múm e María Huld Markan degli Amiina, oltre a Pall Jenkins (The Black Heart Procession). Il romanticismo fa da filo conduttore nelle dieci tracce del disco. Il brano “Another Day (Revised)” viene utilizzato nel documentario Red Bull The Art of Flight
Dopo l'uscita del disco il gruppo intraprende un tour negli Stati Uniti, in Europa e Asia. Nel frattempo viene pubblicato l'EP Red Tour EP. Il brano Over the Pond viene inserito nel film di Paolo Sorrentino L'amico di famiglia (2006). Altre tracce tratte da In a Safe Place vengono inserite nei telefilm The O.C. e CSI: Miami.
Nel settembre 2006 esce Into the Blue Again. L'album riesce a continuare nel lavoro del precedente e viene impreziosito da tre canzoni vere e proprie. Vi collaborano Joshua Eustis (Telefon Tel Aviv) e nuovamente Pall Jenkins. La traccia The Light verrà usata anni dopo nella serie TV Scandal (2012).
Nel 2008 viene musicato il film di Friedrich Wilhelm Murnau del 1927 Aurora.
In coincidenza del decennale di carriera, The Album Leaf si "trasforma" in una vera e propria band. In A Chorus of Storytellers (febbraio 2010) infatti, collaborano il bassista Luis Hermosillo (con cui aveva già lavorato nei Tristeza), il polistrumentista Matthew Resovich e il batterista Timothy Reece. Il disco si fa quindi più ricco di arrangiamenti e più organico nel complesso. L'album è stato missato in Islanda e masterizzato in Arizona. Viene poi fatto seguire da un tour che tocca America del Nord, Europa e Asia.

## Discografia

### Album studio
- 1999 - An Orchestral Rise to Fall (Music Fellowship / Linkwork records)
- 2001 - One Day I'll Be on Time (Tigertstyle Records)
- 2004 - In a Safe Place (Sub Pop)
- 2006 - Into the Blue Again (Sub Pop/City Slang)
- 2010 - A Chorus of Storytellers (Sub Pop)
- 2013 - Perils from the Sea (2013) con Mark Kozelek a nome Jimmy LaValle
- 2023 - Future Falling

### EP
- 2001 - In a Off White Room
- 2003 - A Lifetime or More (split album con On! Air! Library!)
- 2003 - Seal Beach EP
- 2005 - Red Tour EP
- 2007 - Green Tour EP(aka The Enchanted Hill)

## Colonne sonore
- Synchronic, regia di Justin Benson e Aaron Moorhead (2019)
- 3022, regia di John Suits (2019)